# خانه خرگوشی
خانه خرگوشی (انگلیسی: The House Bunny) فیلمی در ژانر کمدی رمانتیک به کارگردانی فرد ولف است که در سال ۲۰۰۸ منتشر شد.

## خلاصه داستان
«شلی دارلینگتون» دختر جوانی و جذابی است که مدت نه سال است در عمارت «پلی بوی» ساکن است و زندگی بی دغدغه و آزادانه‌ای دارد. تا اینکه حضور یک رقیب جدید، و همین‌طور بالا رفتن سن شلی، باعث می‌شود او از عمارت اخراج شود. او که هیچ خانه‌ای برای زندگی نداشته و مهارت خاصی نیز برای کار کردن ندارد اطراف لس آنجلس سرگردان می‌شود تا اینکه یک شغل جدید پیدا می‌کند: او باید به گروهی از زنان عضو یک انجمن که چیزی ار روابط اجتماعی نمی‌دانند، دربارهٔ نحوه آرایش و نحوه برقراری رابطه با مردان آموزش بدهد…

## بازیگران
- آنا فاریس
- کالین هنکس
- اما استون
- کت دنینگز
- کاترین مک‌فی
- بورلی دی آنجلو
- هیو هفنر
- رومر ویلیس
- کیلی ویلیامز
- کریستوفر مک‌دونالد
- مت بر
- مونه مازور
- تایسون ریتر